# 마포구 을
서울 마포구 을은 대한민국의 국회의원 선거구이다.  서울특별시 마포구 일부 지역을 관할한다. 현 지역구 국회의원은 더불어민주당의 정청래이다.

## 역사
제13대 국회의원 선거를 앞두고 신설되었다. 신설 당시 창전동, 상수동, 서교동, 동교동, 합정동, 망원동, 연남동, 성산동, 상암동이 마포구 을로 명명되었으며 나머지 지역인 아현동, 공덕동, 신공덕동, 도화동, 용강동, 대흥동, 염리동, 노고산동, 신수동은 마포구 갑이 되었다. 
이후 수차례의 행정동 통합을 거쳐 2008년 제18대 총선부터 지금의 관할 구역을 이루게 되었다.

## 관할 구역
| 대수        | 관할 구역                                                                                         |
| ----------- | ------------------------------------------------------------------------------------------------- |
| 13대 ~ 17대 | 마포구 창전동, 상수동, 서교동, 동교동, 합정동, 망원1동, 망원2동, 연남동, 성산1동, 성산2동, 상암동 |
| 18대 ~ 현재 | 마포구 서강동, 서교동, 합정동, 망원1동, 망원2동, 연남동, 성산1동, 성산2동, 상암동                 |

## 역대 국회의원
| 선거   | 정당 | 정당         | 의원   |
| ------ | ---- | ------------ | ------ |
| 1988년 |      | 통일민주당   | 강신옥 |
| 1992년 |      | 민주자유당   | 박주천 |
| 1996년 |      | 신한국당     | 박주천 |
| 2000년 |      | 한나라당     | 박주천 |
| 2004년 |      | 열린우리당   | 정청래 |
| 2008년 |      | 한나라당     | 강용석 |
| 2012년 |      | 민주통합당   | 정청래 |
| 2016년 |      | 더불어민주당 | 손혜원 |
| 2020년 |      | 더불어민주당 | 정청래 |
| 2024년 |      | 더불어민주당 | 정청래 |

## 역대 선거 결과

### 대한민국 제13대 국회의원 선거
|  | 38.44% |

|  | 26.70% |

|  | 21.75% |

|  | 13.09% |

### 대한민국 제14대 국회의원 선거
|  | 42.51% |

|  | 38.03% |

|  | 17.27% |

|  | 2.17% |

### 대한민국 제15대 국회의원 선거
|  | 36.35% |

|  | 33.22% |

|  | 13.76% |

|  | 8.64% |

|  | 8.01% |

### 대한민국 제16대 국회의원 선거
|  | 46.20% |

|  | 45.43% |

|  | 3.97% |

|  | 3.93% |

|  | 0.45% |

### 대한민국 제17대 국회의원 선거
|  | 44.76% |

|  | 39.04% |

|  | 9.08% |

|  | 6.20% |

|  | 0.89% |

### 대한민국 제18대 국회의원 선거
|  | 45.94% |

|  | 37.88% |

|  | 9.53% |

|  | 5.17% |

|  | 1.46% |

### 대한민국 제19대 국회의원 선거
|  | 54.48% |

|  | 37.19% |

|  | 4.29% |

|  | 2.87% |

|  | 1.15% |

### 대한민국 제20대 국회의원 선거
|  | 42.29% |

|  | 31.95% |

|  | 15.67% |

|  | 4.18% |

|  | 3.96% |

|  | 1.92% |

### 대한민국 제21대 국회의원 선거
|  | 53.75% |

|  | 36.78% |

|  | 8.87% |

|  | 0.58% |

### 대한민국 제22대 국회의원 선거
|  | 52.44% |

|  | 38.77% |

|  | 8.78% |